# Amphibolurus
Australische grondagamen (Amphibolurus) zijn een geslacht van hagedissen uit de familie agamen (Agamidae).

## Naam en indeling
Er zijn twee andere geslachten van agamen die ook met de Nederlandstalige naam 'Australische grondagamen' worden aangeduid, namelijk Diporiphora en Tympanocryptis. De wetenschappelijke naam van de groep werd voor het eerst voorgesteld door Johann Georg Wagler in 1830.
Er zijn vier soorten, vroeger waren er veel meer soorten, maar velen zijn verplaatst naar andere geslachten zoals Gowidon en Lophognathus. Ook de bekende baardagame (Pogona vitticeps) behoorde ooit tot dit geslacht.

### Soorten
Het geslacht omvat de volgende soorten, met de auteur en het verspreidingsgebied.
| Naam                                              | Auteur                   | Verspreidingsgebied                                                         |
| ------------------------------------------------- | ------------------------ | --------------------------------------------------------------------------- |
| Amphibolurus burnsi                               | Wells & Wellington, 1985 | Australië (New South Wales, Queensland)                                     |
| Amphibolurus centralis                            | Loveridge, 1933          | Australië (Noordelijk Territorium, Queensland)                              |
| Boomklimmende grondagame (Amphibolurus muricatus) | White, 1790              | Australië (New South Wales, Queensland, Tasmanië, Victoria, Zuid-Australië) |
| Amphibolurus norrisi                              | Witten & Coventry, 1984  | Australië (Zuid-Australië, Victoria, West-Australië)                        |

## Uiterlijke kenmerken
De soorten bereiken een grijze tot bijna zwarte kleur, vaak met een lichtere tot witgele streep of vlekkenrij aan de bovenzijde van iedere flank. Deze steekt met name bij volwassen mannetjes sterk tegen de basiskleur. Aan de kop zijn aan weerszijden stekelrijen aanwezig die soms ook op de flanken terugkomen. De lichaamslengte bedraagt ongeveer twaalf tot vijftien centimeter, de poten zijn relatief lang. De staart is bijna twee keer zo lang als de rest van het lichaam. De ogen en gehooropeningen zijn duidelijk zichtbaar.

## Levenswijze

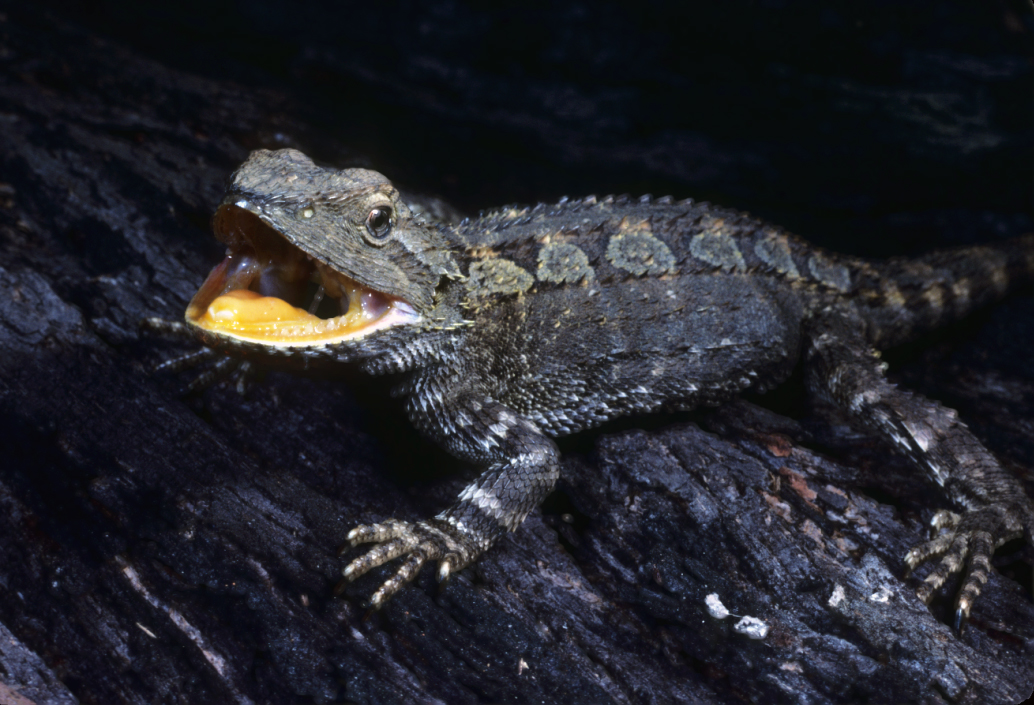
Dreighouding boomklimmende grondagame (Amphibolurus muricatus).

De vrouwtjes zetten de eieren af op de bodem. Australische grondagamen zijn overwegend bodembewonend maar kunnen ook wel klimmen. De agamen kunnen communiceren door met de poten en de staart te zwaaien en met de kop te knikken.

## Verspreiding en habitat
Alle soorten komen endemisch voor in Australië en leven in de deelgebieden New South Wales, Queensland, Victoria, West-Australië, Zuid-Australië. De soort Amphibolurus muricatus komt als enige naast het vasteland ook voor op het eiland Tasmanië.
De habitat bestaat uit droge bossen en bosranden, veelal in scrubland.

## Beschermingsstatus
Door de internationale natuurbeschermingsorganisatie IUCN is aan drie soorten een beschermingsstatus toegewezen. De soorten worden beschouwd als 'veilig' (Least Concern of LC).